# Norops valencienni
Norops valencienni este o specie de șopârle din genul Norops, familia Polychrotidae, descrisă de Auguste Henri André Duméril și Bibron 1837. A fost clasificată de IUCN ca specie cu risc scăzut. Conform Catalogue of Life specia Norops valencienni nu are subspecii cunoscute.